# Future Islands
Future Islands es una banda synth pop estadounidense radicada en Baltimore, Maryland. 
Está formada por Gerrit Welmers en teclados y programación; William Cashion en bajo eléctrico, guitarra acústica y guitarra eléctrica; Samuel T. Herring en letras y voz, y Michael Lowry en batería.
Future Islands saltó a la fama con su cuarto álbum, Singles, lanzado por 4AD. Su canción Seasons (Waiting on you) fue considerada la mejor del año 2014 por Pitchfork y NME.
La banda ha grabado cinco álbumes de estudio: el primero, Wave Like Home, fue lanzado en 2008; el segundo, In Evening Air, se lanzó en 2010; el tercero, On The Water, fue lanzado en 2011; el cuarto, Singles, fue lanzado a la venta el 24 de marzo de 2014 y recibió un importante éxito comercial; y el quinto, The Far Field,  fue lanzado a la venta el 7 de abril de 2017. En este último destaca la colaboración especial de Debbie Harry..

## Historia

### Formación y primer álbum (Wave Like Home)
Samuel T. Herring y Gerrit Welmers pasaron su niñez en Morehead City, en Carolina del Norte, pero se conocieron en la East Caroline University, de Greenville. En 2003 formaron la banda Art Lord & the Self-Portraits durante su estancia en la universidad. Samuel T. Herring también invitó a su viejo amigo de la escuela secundaria Gerrit Welmers, compañero de curso de los dos. Los otros miembros eran Adam Beeby y Kymia Nawabi.
Future Islands se formó en el año 2006, con Gerrit Welmers, William Cashion, Samuel T. Herring y el baterista Erick Murillo, después de que Art Lord & the Self-Portraits se desintegrara. En abril de 2006 editaron su EP debut Little Avances, que fue autoproducido en su totalidad.
Su primer álbum de larga duración, Wave Like Home, fue grabado en el Backdoor Skateshop en Greenville, Carolina del Norte, en 2007 con el productor Chester Endersby Gwazda, y lanzado por la discográfica inglesa Upset the Rhythm en 2008.

### Segundo (In Evening Air) y tercer (On the Water) álbum
En octubre de 2007 Erick Murillo abandonó la banda y en el 2008 Future Islands se trasladó a Baltimore, Maryland. 
En 2009 firmaron con la discográfica estadounidense Thrill Jockey, con la que sacaron su segundo álbum, In Evening Air, en 2010. Su tercer álbum On The Water fue grabado en Elizabeth City, Carolina del Norte, en 2011, con el productor Chester Endersby Gwazda y lanzado en el mismo año.

### Cuarto álbum (Singles)
En 2014 firmaron con la discográfica 4AD  que distribuyó su álbum Singles, lanzado el 24 de marzo de 2014. Fue producido y dirigido por Chris Coady que ha dirigido videos y producciones de bandas como Beach House, Yeah Yeah Yeahs, Grizzly Bear. El sencillo del álbum "Seasons (Waiting on You)" fue nombrado la mejor canción del año por Pitchfork y por la revista NME en 2014.
El día 3 de marzo de 2014, Future Islands tuvo una aparición en el programa televisivo The Late Show with David Letterman.
Algunos de los conciertos y festivales musicales notables en los que la banda se ha presentado han sido, el Coachella Music Festival (Indio, California, abril de 2014); el Sasquatch Music Festival (George, Washington, mayo de 2015); y el Pitchfork Music Festival (Chicago, julio de 2015). En el 28 de junio de 2015, la banda tocó en el Otro Escenario del Glastonbury Festival (Pilton, Inglaterra).

En España el grupo ha actuado en festivales como el Primavera Sound (Barcelona, mayo de 2014) y el Bilbao BBK Live (Bilbao, julio de 2015). En México ha actuado en el Festival Nrmal (Ciudad de México, marzo de 2015).

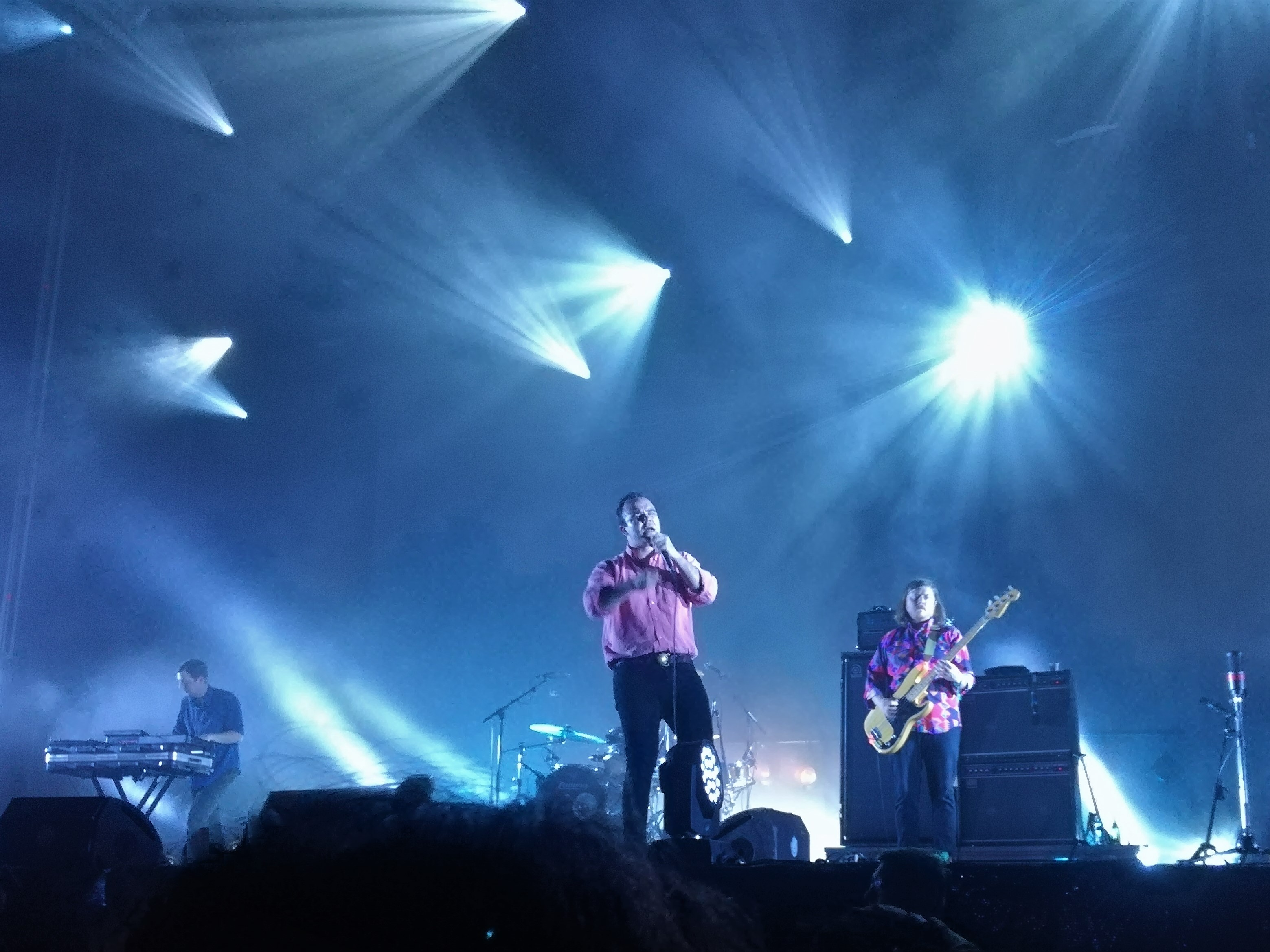
Future Islands actuando en Murcia en el festival WAM en 2017

### Quinto álbum (The Far Field)
En 2016, el grupo Future Islands se tomó otro descanso de la gira y comenzaron a escribir su quinto álbum en enero en el pequeño pueblo costero de Avon en Carolina del Norte. William Cashion afirmó: "Teníamos una casa en la playa en Carolina del Norte al final del invierno. No había nadie excepto nosotros. Podías mirar por cualquier ventana de la casa de cuatro pisos y podías ver el océano. Nos establecimos en el salón. Nos levántamos cada día y comenzábamos a improvisar después de tomarnos un café y pasábamos todo el día. Allí escribimos unas ocho canciones y unas tres de ellas fueron incluidas en el álbum."
La banda probó sus canciones en directo tocándolas bajo otros nombres; The Hidden Heaven (El paraíso escondido) por la casa de la playa en la que estuvieron, This Old House (Esta vieja Casa) por el programa de televisión que Herring veía cuando era pequeño y Chirping Bush (El Arbusto que Pía) por un sueño que tuvo Welmers en el que un montón de pájaros no podían escapar de un arbusto.  "Queríamos hacer pequeños conciertos pero no queríamos acapara la atención, queríamos hacerlo y que pasara desapercibido.
Future Islands grabó The Far Field en noviembre de 2016 en California con el productor John Congleton. El álbum fue lanzado el 7 de abril de 2017 y el sencillo principal "Ran" salió el 31 de enero de 2017. Le siguió el sencillo "Cave"  el 24 de marzo. El álbum cuenta con un dueto con Debbie Harry de Blondie. Como en el  álbum In Evening Air, el título viene de la poesía de Theodore Roethke y la portada es una obra titulada Chrysanthemum Trance de Kymia Nawabi.

## Miembros

### Actuales Integrantes
- Gerrit Welmers - Teclado, programación (2006-presente)
- William Cashion - Bajo eléctrico, guitarra acústica, guitarra eléctrica (2006-presente)
- Samuel T. Herring - Voz, letras (2006-presente)
- Michael Lowry - Batería (2020-presente)

### Integrantes anteriores
- Erick Murillo  - Batería (2006-2007)
- Samuel N. Ortiz-Payero  - Batería (2008)

### Integrantes en los tours
- Michael Lowry - Batería (2014-2019)
- Denny Bowen  - Batería (2013-2014

## Proyectos paralelos

### Moss of Aura
Moss of Aura es el proyecto solista de Gerrit Welmers desde 2006.

### The Snails
The Snails es un proyecto iniciado por William Cashion y Samuel T. Herring con miembros de otras bandas de Baltimore. Han lanzado un EP Worth the Wait en 2013 y su álbum debut Songs from the Shoebox fue lanzado el 14 de febrero de 2016.

### Hemlock Ernst
Hemlock Ernst es el alias de rapero de Samuel T. Herring. En 2015, su colaboración con el productor Madlib en el combo conocido como Trouble Knows Me dio lugar a un EP con el mismo nombre.

### Peals
Peals es un proyecto de William Cashion de Future Islands y Bruce Willen de la banda Double Dagger, iniciado en 2012.

## Discografía

### Álbumes
- Wave Like Home (Upset! the Rhythm - 25 de agosto de 2008)
- In Evening Air (Thrill Jockey - 4 de mayo de 2010)
- On the Water (Thrill Jockey - 11 de octubre de 2011)
- Singles (4AD - 25 de marzo de 2014)
- The Far Field (4AD - 7 de abril de 2017)
- As Long As You Are (4AD - 8 de octubre de 2020)
- People Who Aren't There Anymore (4AD - 26 de enero de 2024)

### Sencillos y EPs
- Little Advances (CD-R/casete autoproducido – 28 de abril de 2006)
- CD-R/casete compartido con Moss of Aura (autoeditado – 6 de enero de 2007)
- EP de 7" compartido con Dan Deacon (307 Knox Records – 5 de agosto de 2008 – limitado a 1000)
- Feathers & Hallways sencillo de 7" (Upset the Rhythm – 15 de abril de 2009)
- Post Office Wave Chapel EP 12"  de remezclas (Free Danger – febrero de 2010, limitado a 500)
- In The Fall EP de 12" (Thrill Jockey – abril de 2010 - limitado a 1000)
- Undressed 12" EP (Thrill Jockey - septiembre de 2010, limited to 1000)
- "The Inkwell" 7" compartido con Lonnie Walker (Friends Records - noviembre de 2010, limitado a 1000)
- "Before the Bridge Single" de 7” (Thrill Jockey – 19 de julio de 2011, limitado a 750)
- "Cotton Flower" Single 7” compartido con Ed Schrader’s Music Beat (Famous Class – 17 de julio de 2012)
- "Tomorrow"/The Fountain", single de 7” (Upset the Rhythm – 3 de septiembre de 2012, limitado a 1000)
- "Seasons (Waiting on You)", single de 7" (4AD - febrero de 2014)
- "A Dream of You and Me", single promocional (marzo de 2014)
- "Spirit", CDr promocional (4AD - 26 de mayo de 2014)
- "Doves (Vince Clarke Remix)" digital y single (4AD - 4 de agosto de 2014)
- "Light House", single flexidisco (Ideas For Housecrafts - agosto de 2014)
- "The Chase"/"Haunted by You", single de 7" (4AD - abril de 2015)
- "Ran" digital (4AD - 31 de enero de 2017)
- "Cave" digital (4AD - 24 de marzo de 2017)
- "Calliope" digital (Adult Swim, Singles 2017 - 3 de maio 2018)
- "For Sure" digital (2020)
- "Thrill" digital (2020)
- "Moonlight" digital (2020)
- "Born in a War" digital (2020)
- "Peach" digital (2021)
- "King of Sweden" digital (2022)